# Ráktérítő

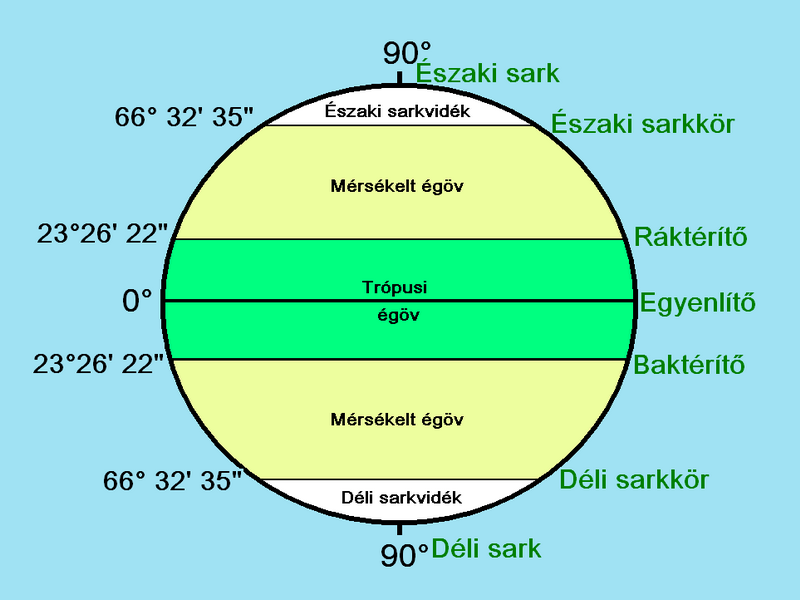
A Föld kiemelt szélességi körei

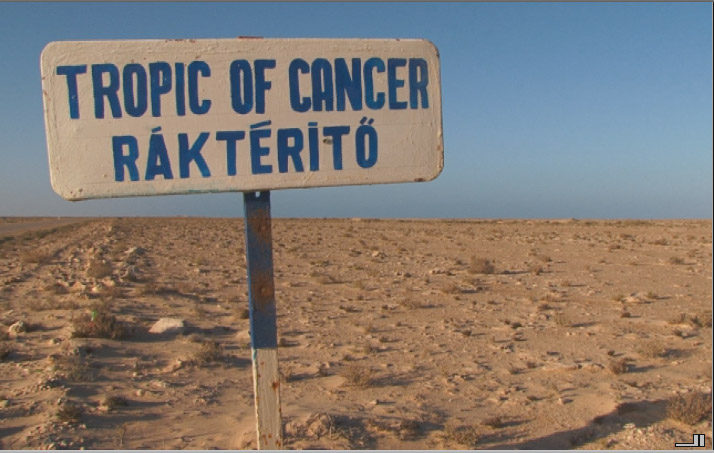
A Budapest–Bamako-rali magyar résztvevői által állított Ráktérítő tábla Dakhlától délre, Nyugat-Szaharában

A Ráktérítő a Föld öt kiemelt szélességi körének egyike, amely az Egyenlítőtől északra 23° 26’ 22’’-en helyezkedik el. Azon legészakabbra elhelyezkedő pontok összességét jelöli ki, amelyeken a delelő Nap sugarai a nyári napforduló napján (június 21. vagy 22.) merőlegesen esnek a Földre.
Az év folyamán a Nap az égbolt Ekliptika nevű vonalán halad végig, a Föld keringésének következményeként, 1 év alatt megtéve egy kört. Eközben hol magasabban, hol alacsonyabban látható a Föld forgásából származó napi útjának legmagasabb pontjain. Az északi félteke mérsékelt övezetében akkor – és azért – van nyár, amikor a Nap a legmagasabbra emelkedik, és akkor van tél, amikor a legalacsonyabban van a napi csúcspontja, más szóval a kulminációja. A Nap a lassú emelkedésnek a csúcspontját a nyári napforduló idején éri el, onnan mintegy "visszafordul", és ezután napról napra alacsonyabbra kerül. A nyári napforduló idején azoknak az embereknek van délben pontosan a feje felett a Nap, akik a Ráktérítő vonalán állnak. Ahogy a Föld elfordul aznap, úgy kerül a Nap a Ráktérítő más-más pontja fölé.
Nevét onnan kapta, hogy amikor – kb. 2000 évvel ezelőtt – elnevezték, a nyári napforduló idején a Nap a Rák csillagképben tartózkodott. Azóta azonban a Föld forgástengelyének kismértékű elmozdulása miatt napforduló idején a Nap már az Ikrek csillagképben van, de még alig túl a határon.
A Ráktérítő jelöli a trópusi övezet északi határát, e felett az északi mérsékelt övezet található.
A Nemzetközi Repülő Szövetség előírásai szerint a Föld körülrepülése akkor minősíthető, ha a megtett út nem rövidebb, mint a Ráktérítő hossza (36 787,559 km), a repülőeszköz minden hosszúsági kört (meridián) keresztez, és ugyanott ér földet, ahonnan felszállt.
A Ráktérítő megfelelője a déli féltekén a Baktérítő.
A greenwichi meridiántól keletre haladva a Ráktérítő átszeli Algériát, Nigert, Líbiát, Egyiptomot, a Vörös-tengert, Szaúd-Arábiát, az Egyesült Arab Emírségeket (Abu-Dzabi), Ománt, az Arab-tengert, Indiát, Bangladest, Indiát, Mianmart, Kínát, a Dél-kínai-tengert, Tajvant, a Csendes-óceánt, Mexikót, a Kaliforniai-öbölt, a Karib-tengert, a Bahama-szigeteket, az Atlanti-óceánt, Nyugat-Szaharát, Mauritániát, és Azawadot.

## A Ráktérítő a kultúrában
- Henry Millernek 1934-ben, Párizsban jelent meg a Ráktérítő (Tropic of Cancer) című regénye.
- Szőnyi G. Sándor rendezte a Ráktérítő című 1969-ben bemutatott magyar tévéfilmet